# Bero Balk
Björn (vanligen skrivet i sin latinska form Bero) II Balk, död 1412, var biskop i Åbo 1385–1412.
Mycket lite är känt om Bero Balk före hans tid som biskop. Han förde samma vapen som flera andra medlemmar av den finländska frälseätten Balk, men deras eventuella släktskap med biskopen är okänt. Då han första gången omtalas i skriftliga handlingar i samband med valet till biskop i Åbo stift 1384 var han kanik i Åbo, och anges då ha blivit magister vid något av universiteten utomlands. Då valet krävde stadfästelse av påven tvingades Bero Balk att resa till Genua, där han 6 november 1385 erhöll påvens stadfästelse på valet.
Hösten 1386 förrättade han sitt första kända biskopliga värv, då han ansökte hos kung Albrekt att erhålla hövdingen på Åbo slott Jeppe Djäkn som lagman efter den nyligen avlidne Bo Jonsson. Senare närmade han sig dock drottning Margareta och lyckades behålla sin gunst. Han deltog på herredagen i Söderköping oktober 1389, på fredsmötet på Lindholmen juni 1395, på herredagen i Nyköping september 1396 och kongressen i Köpenhamn augusti 1398.
Jeppe Djäkn hade 1395 överlämnat de flesta finländska slotten till Knut Bosson som gynnade fetaliebröderna, och denne underkastade sig först hösten 1398 sedan Margareta intagit Stockholm. Troligen var det som en belöning för sin trohet mot drottningen som Bero Balk i januari 1399 genom Margaretas nye hövitsman i Åbo, Abraham Broderson erhöll Masku och Pikis socknar i förläning.
Han närvarade i november 1400 i Vadstena vid det möte då Erik av Pommern förklarades myndig och vid det unionella rådsmötet i Helsingborg i augusti 1401. I februari 1406 deltog han i det svenska kyrkomötet i Arboga, och var i september hos kung Erik i Kalmar vid uppgörelsen med Tyska orden om Gotland.
Han sökte förstärka kyrkans tillstånd och fromhetsliv, och stödja inhemska kyrkliga traditioner och institutioner. Även kyrkans förvärv av jordegendomar ökade under hans tid; nya kyrkor och socknar tillkom runtom i landet.